# Марковик, Эрик фон
Эрик фон Марковик (при рождении Эрик Джеймс Хорват-Марковик; род. 24 сентября 1971, Торонто, Онтарио, Канада, более известный по сценическому псевдониму Мистери) — канадский писатель и менталист, телеведущий, пикап-деятель, который создал систему привлечения женщин, называемую «Метод Мистери» и принесшую ему популярность в пикап-сообществе. Это привело его к созданию шоу на VH1 под названием «Виртуоз Пикапа».

## Биография
Образ Мистери был создан Эриком фон Марковиком в поздних 1990-х для его выступлений в качестве менталиста, под названием «Естественная Магия». Выступления проходили во многих местах, включая Торонто, Лас Вегас и Голливуд. Имя Мистери так же использовалось фон Марковиком как имя пользователя в интернете. Автор книги «Метод Мистери: Как таскать в постель красоток».
Мистери описывает себя как «поздний цветок», человек, который поздно созрел. Он признается, что свою раннюю жизнь играл в «Подземелья и драконы» и имел немного или вообще не имел успеха с женщинами. Тем не менее, его желание любить и быть любимым женщинами натолкнуло на мысль ходить в клубы каждую ночь, практиковать и испытывать различные способы взаимодействий с людьми. Спустя период проб и ошибок в течение десяти лет, «и много, много заблуждений», Мистери создал на сегодня известные «Системы Любви» (прежде «Метод Мистери»).
Он внимательно наблюдал, как люди взаимодействуют друг с другом во время ухаживаний в отношениях, и скомбинировал эти наблюдения с различными теориями эволюционной психологии, он создал систему техник и стратегий, предназначенных для помощи мужчинам стать успешными с женщинами в разных общественных местах, таких как бары, клубы, кафе и т. п. Он поделился своими теориями в группе обсуждения Usenet, alt.seduction.fast (быстрое соблазнение), завоевав известность аналитическим подходом к соблазнению и подробными отчётами о нём.
Мистери обучал и потом подружился с писателем Нилом Страуссом, который стал вторым пилотом (напарником и помощником на свиданиях) и впоследствии наставником в сообществе соблазнения. Вместе с группой других предыдущих студентов Мистери и Страусс совместно использовали особняк в Голливуде («Project Hollywood»), который потом стал центральным местом для потенциальных учеников. Их дружба описана в книге Страусса, «Игра».
В 2004 Мистери оформил партнерство с другим консультантом по свиданиям, Ником Савойем, для создания Корпорации Метод Мистери, так же Мистери остановил преподавание регулярных программ в середине 2005. Тем не менее, компания продолжила расти, и её пополнило несколько тренеров в конце 2006, когда Мистери ушёл для создания своей компании, называемой Venusian Arts (Венерианские искусства). Корпорация Метод Мистери продолжила работать без него, но с большинством инструкторов, и после этого была переименована в Love Systems («Любовные системы»).

## В культуре
Анонсирована одноименная киноадаптация книги Игра Страусса. Роль Мистери сыграет Джеймс Франко.